# La doncella enferma de amor
La doncella enferma de amor es una pintura de género c. 1660 de Jan Steen. Muestra a una joven que padece mal de amores rodeada por su doctor y una sirvienta. Se encuentra en la colección del Museo Metropolitano de Arte.

## Descripción
La pintura muestra al doctor sujetando la muñeca de su paciente para examinar su pulso. En principio parece una visita de un doctor normal, pero una observación detallada ofrece muchas pistas revelando que en realidad se trata de un ejemplo de la tradición holandesa muy popular en el siglo XVII de "visitas al médico" presentando una visita cómica y teatral de un curandero a una doncella enamorada. Estos detalles incluyen el médico vestido con teatrales ropas anticuadas, el calentador de cama y el brasero con las brasas para rellenarlo, alusión a la "pasión abrasadora" causante de su fiebre, el perro dormido, la cama con el dosel abierto y una tercera persona no demasiado preocupada que mira. Jan Steen pintó varias de estas obras paródicas, como muchos de sus contemporáneos en Leiden. Como es habitual en las pinturas de Jan Steen, su uso de un género común a menudo incluye alguna broma extra que subraya el asunto en cuestión, en este caso, al fondo la estatua de Cupido sobre la puerta y la pareja de perritos apareándose en la entrada. 
Jan Steen asistió a la Universidad de Leiden conocida en su época por producir renombrados médicos, como el doctor Nicolaes Tulp. En los Países Bajos en aquel tiempo el concepto de "hospital" no existía todavía y la mayoría de los médicos recibían a los pacientes en sus casas y solo iban a la de sus pacientes raramente. En casos de emergencia, atenderían a los pacientes a su cargo, pero en general, las personas que necesitaran una visita en casa, y aquellos que no podían permitirse un médico personal recibían los servicios del barbero-cirujano o de curanderos ambulantes. Las mujeres embarazadas, parturientas y madres recientes eran asistidas por parteras, no doctores. Los estudios de archivos han mostrado que este género concreto de pintura fue bastante popular entre coleccionistas de arte del siglo XVII y se considera que muchos de esos compradores eran doctores educados en Leiden, que disfrutaban de esta broma concreta.

Esta pintura entró en la colección a través del legado de Helen Swift Neilson en 1945. Otras versiones de Jan Steen son:

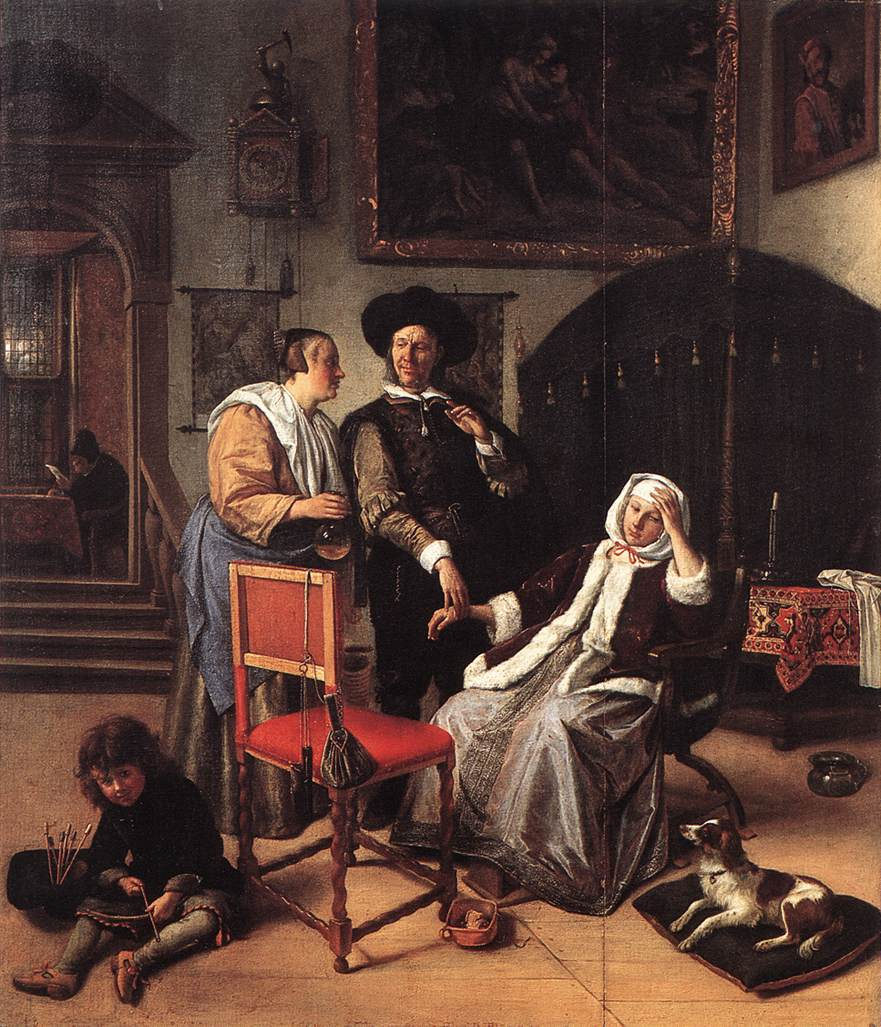
Versión que incluye una pintura de la figura cómica del teatro Peeckelharing, mientras el niño jugueteando con flechas representa a Cupido (Colección Wellington).
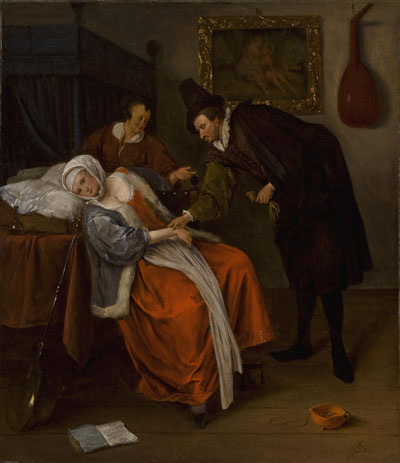
Versión que incluye una nota en el suelo con el verso 'Daer baet geen Medesyn, Want het is Minnepyn'(No hay medicamento, porque no hay padecimiento).
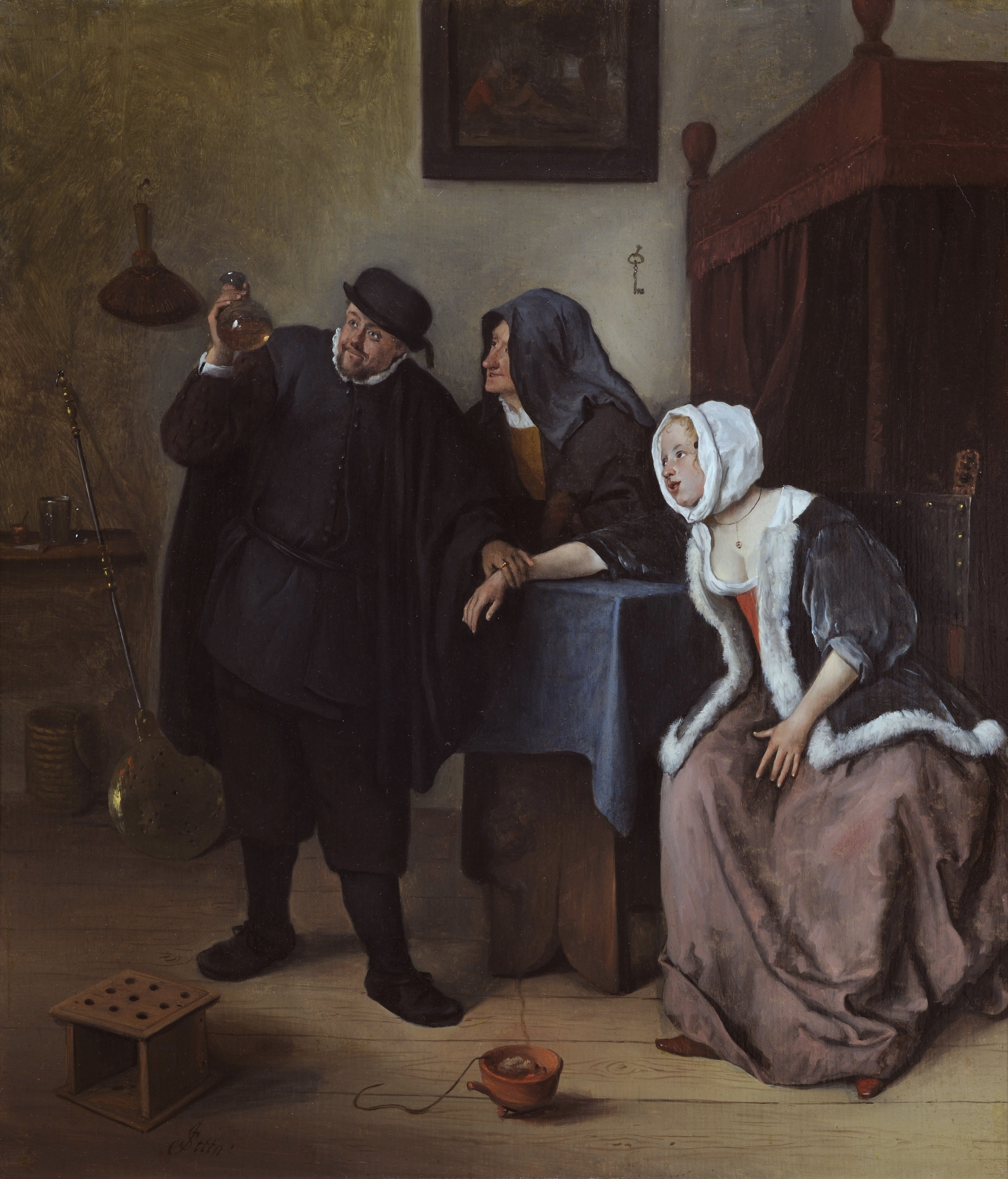
Versión con una llave cerca de la cama, indicando la "clave" del asunto.